# Liste der Kulturgüter in Gais
Die Liste der Kulturgüter in Gais enthält alle Objekte in der Gemeinde Gais im Kanton Appenzell Ausserrhoden, die gemäss der Haager Konvention zum Schutz von Kulturgut bei bewaffneten Konflikten, dem Bundesgesetz vom 20. Juni 2014 über den Schutz der Kulturgüter bei bewaffneten Konflikten sowie der Verordnung vom 29. Oktober 2014 über den Schutz der Kulturgüter bei bewaffneten Konflikten unter Schutz stehen.
Objekte der Kategorien A und B sind vollständig in der Liste enthalten, Objekte der Kategorie C fehlen zurzeit (Stand: 1. Januar 2023). Unter übrige Baudenkmäler sind zusätzliche Objekte zu finden, die gemäss Angaben des kantonalen Denkmalschutzes als kommunale Kulturobjekte eingestuft wurden und nicht bereits in der Liste der Kulturgüter enthalten sind.

## Kulturgüter
| Foto |                                                                                            | Objekt                                                          | Kat. | Typ | Standort                         | Beschreibung |
| ---- | ------------------------------------------------------------------------------------------ | --------------------------------------------------------------- | ---- | --- | -------------------------------- | --- |
| ja   | Datei hochladen · Wikidata zu Haus zum Neuen Ochsen (Q19362431)                            | Haus zum Neuen Ochsen KGS-Nr.: 00407                            | A    | G   | Dorfplatz 14 752270 / 247732     | Beginn der Kuren 1749, Aufschwung 1760-1790, Glanzzeit in der ersten Hälfte des 19. Jahrhunderts, als auch Fürstinnen und königliche Hoheiten aus Deutschland, Frankreich und den Niederlanden sich einstellten. Unter den zahlreichen, dem Kurbetrieb dienenden Gasthäusern, Wirtschaften und Privatpensionen, die sich in der ganzen Gemeinde auf rund sechzig beliefen, war der «Ochsen» führend und damals eines der ersten Gasthäuser der Schweiz.                                                                                               |
| ja   | Datei hochladen · Wikidata zu Gasthof Krone (Q19362430)                                    | Gasthof «Krone» KGS-Nr.: 00408                                  | A    | G   | Dorfplatz 6 752197 / 247698      | Die «Krone», die 1814 den Kurbetrieb aufgenommen hatte, wetteiferte seit 1833 mit dem Ochsen. Mit der Anlage von Pärken, Gärten und Alleen trugen deren Inhaber zur Gestaltung des Dorfplatzes und seiner Umgebung bei. 1833 Um- und Erweiterungsbau zu bestehender Grösse und Gestalt. Gusseiserne Veranda von 1860-1870. |
| ja   | Datei hochladen · Wikidata zu Reformierte Kirche (Q2136896)                                | Reformierte Kirche KGS-Nr.: 00409                               | A    | G   | Dorfplatz 1.3 752292 / 247671    | Nach Brand neu erbaut 1781-1782 durch Vater und Sohn Haltiner. Stuckaturen aus dem Umfeld der Moosbrugger; Kanzel 1782 von Isaak Hug. 1865-1866 Gesamtrenovation durch Johann Christoph Kunkler; Innenrest 1969-1970 von Max Rohner. |
| ja   | Datei hochladen · Wikidata zu Ehemaliges Kaufmannshaus Gruber (Q19362428)                  | Ehemaliges Kaufmannshaus Gruber KGS-Nr.: 00411                  | A    | G   | Schwantlern 5 752300 / 247757    | Schönstes Haus von Gais; prächtiger, freistehender, symmetrischer Holzbau mit geschweiftem Mansarddach und kielbogigem unten doppelt geschweiftem Quergiebel mit besonders ausgeprägter vergipster Traufhohlkehle; getäferte Hauptfassade durch vier toskanische Pilaster gegliedert. Schönes Rokokoportal. Supraporte mit Wappen der Familie Gruber. |
| ja   | Datei hochladen · Wikidata zu Gasthaus zum Falken (Q19362429)                              | Gasthaus «Zum Falken» KGS-Nr.: 09908                            | A    | G   | Dorfplatz 15 752282 / 247722     | Was die Privathäuser und deren Baumeister anbetrifft, so existiert nur die erst 1825 mitgeteilte Nachricht, dass Baumeister Konrad Langenegger «sechzehn von den jetzt stehenden Häusern» wiederaufbaute, darunter den «Gasthof zum Ochsen» und das «Haus des Herrn Bruderer». Beim ersteren handelt es sich entweder um den 1781/82 erbauten alten «Ochsen», den heutigen «Falken», Nr. 179, oder um den 1796 als Kurhaus erbauten neuen «Ochsen», Nr. 173.                                                                                          |
| ja   | Datei hochladen · Wikidata zu Bauernhaus Ballmoos mit Kornspeicher und Scheune (Q19362427) | Bauernhaus Ballmoos mit Kornspeicher und Scheune KGS-Nr.: 09909 | A    | G   | Ballmoos 747 754878 / 247799     | Mit rund 50 Heidenhäusern besitzt Gais von diesem ältesten Haustypus mehr als alle anderen Ausserrhoder Gemeinden zusammen. Im östlichen Gemeindegebiet sind einige besonders schöne noch erhalten. |
| ja   | Datei hochladen · Wikidata zu Bauernhaus (Q29650430)                                       | Bauernhaus KGS-Nr.: 11306                                       | B    | G   | Buchen 2 752487 / 247554         | Bauernhaus wohl aus dem 18. Jahrhundert an der alten Landstrasse über Buchen nach Hebrig und Stoss. Wohnhaus des Landammanns Johannes Zuberbühler (1837-1904). Mansardgiebel an der nordöstlichen Traufseite, letztes Viertel 18. Jahrhundert. Fronttäfer mit Rauten auf den Lisenen, um 1830 bis 1840. Südwestseitlich in Traufstellung angebauter Stadel in «Schwemmi»-Konstruktion. |
| ja   | Datei hochladen · Wikidata zu Bauernhaus (Q29650432)                                       | Bauernhaus KGS-Nr.: 11307                                       | B    | G   | Zwislenstrasse 1 752237 / 247343 | Bauernhaus Zwislenstrasse zwischen Haus Zwislenstrasse 1b und 1a |
| ja   | Datei hochladen · Wikidata zu Heidenhaus (Q29650445)                                       | Heidenhaus KGS-Nr.: 11308                                       | B    | G   | Hebrig 469 753004 / 247672       | Aus dem 16. Jahrhundert. |
| ja   | Datei hochladen · Wikidata zu Bauernhaus (Q29650435)                                       | Bauernhaus KGS-Nr.: 11309                                       | B    | G   | Luser 592 752031 / 248210        | |
| ja   | Datei hochladen · Wikidata zu Doppelhaus (Q29650439)                                       | Doppelhaus KGS-Nr.: 11311                                       | B    | G   | Schlipf 672, 674 753527 / 248721 | Giebelständiges Doppelwohnhaus mit Tätschdach. Das Baudatum «1539» ist auf Strickbalken im Giebelfeld eingeschnitzt. Zusammen mit dem in Teufen stehenden Althus in der Lortanne das bis jetzt älteste bekannte Bauernhaus Appenzell Ausserrhodens, das mit einem Baudatum gekennzeichnet ist. Nur vom zweiten Obergeschoss an symmetrische Anordnung der Reihenfenster. Neuerer Erweiterungsbau an der Nordostflanke mit noch zwei Fensterpaaren. An der Rückseite Abwürfe. Neuer Stadel an der Stelle des ursprünglichen südöstlich des Wohnhauses. |
| ja   | Datei hochladen · Wikidata zu Wirtshaus (Q29650454)                                        | Wirtshaus KGS-Nr.: 11313                                        | B    | G   | Stoss 762 755314 / 247633        | |
| ja   | Datei hochladen · Wikidata zu Schlachtkapelle (Q29650449)                                  | Schlachtkapelle KGS-Nr.: 11314                                  | B    | G   | Stoss 771.1 755311 / 247608      | Religiös-patriotische Bedeutung durch jährlich stattfindende staatlich-kirchliche Prozession zur Erinnerung an den Sieg der Appenzeller 1405 über äbtisch-österreichisches Heer. Ersterwähnung 16. Jahrhundert. Umbau 1955, und Mosaik des heiligen Mauritius von Johannes Hugentobler |
| ja   | Datei hochladen · Wikidata zu Schlachtdenkmal (Q29650447)                                  | Schlachtdenkmal KGS-Nr.: 11315                                  | B    | K   | Stoss 755450 / 247690            | |
| ja   | Datei hochladen · Wikidata zu Bauernhaus (Q29650437)                                       | Bauernhaus KGS-Nr.: 11316                                       | B    | G   | Strahlholz 556 750670 / 248109   | |
| ja   | Datei hochladen · Wikidata zu Heidenhaus (Q29650443)                                       | Heidenhaus KGS-Nr.: 14845                                       | B    | G   | Ballmoos 748 754920 / 247808     | Tätschdachhaus |
| ja   | Datei hochladen · Wikidata zu Museum Gais (Q27480257)                                      | Museum Gais (im Haus zur Blume) KGS-Nr.: 14846                  | B    | S   | Dorfplatz 2 752245 / 247655      | Das 1972 begründete Lokalmuseum mit Werken wie den Fitzi-Panoramen von Johann Ulrich Fitzi befindet sich im 1781 erbauten Haus zur Blume. Dazwischen ehemaliges Spritzenhäuschen (1871). Heute Kirchgemeindehaus der Gemeinde. |
| ja   | Datei hochladen · Wikidata zu Tätschdachhaus (Q29650451)                                   | Tätschdachhaus KGS-Nr.: 14847                                   | B    | G   | Riesern 611 752014 / 247790      | Tätschdachhaus erbaut 1551. Baujahr in Balken über einer Stubentüre eingeschnitzt. Das Haus stand ursprünglich weiter südwestlich an der Stelle des um 1860 erbauten Erziehungsheims Friedberg, südlich vor dem freistehenden «Stadel». Symmetrisch angeordnete Reihenfenster. Gemauertes Erdgeschoss von ungefähr 1860. |

## Übrige Baudenkmäler
| ID  | Foto |                                                                 | Objekt                      | Typ | Standort                           | Beschreibung |
| --- | ---- | --------------------------------------------------------------- | --------------------------- | --- | ---------------------------------- | --- |
| 88  | ja   | Datei hochladen · Wikidata zu Bahnhof Gais (Q33506900)          | Bahnhof                     | G   | Bahnhofplatz 88 752017 / 247519    | |
| 108 | BW   | Datei hochladen                                                 | Haus                        | G   | Gaiserau 50 751894 / 247312        | |
| 163 | ja   | Datei hochladen · Wikidata zu Haus (Q130212255)                 | Haus                        | G   | Dorfplatz 8 752226 / 247719        | Haus des Ratsherrn Samuel Bruderer, erbaut 1809. |
| 165 | ja   | Datei hochladen · Wikidata zu Haus (Q130212502)                 | Haus                        | G   | Dorfplatz 9 752225 / 247719        | |
| 166 | ja   | Datei hochladen · Wikidata zu Mittelhaus (Q130212742)           | Mittelhaus                  | G   | Dorfplatz 10 752232 / 247723       | |
| 168 | ja   | Datei hochladen · Wikidata zu Mittelhaus (Q130212924)           | Mittelhaus                  | G   | Dorfplatz 11 752240 / 247729       | Das Haus wurde 1781 von Ratsherr Johannes Eisenhut erbaut. Es hat einen einfachen geschweiften Giebel und einen Schindelschirm an der Rückseite. Im Erdgeschoss gibt es stichbogige Ofentürgewände und einen kreuzgewölbten Keller. Im ersten Obergeschoss befinden sich Schränke und Türen aus Nußbaumholz sowie ein bemalter Doppelschrank und barocke Türgewände. |
| 169 | ja   | Datei hochladen · Wikidata zu Eckhaus (Q130215019)              | Eckhaus                     | G   | Dorfplatz 12 752248 / 247734       | Zwischen 1798 und 1808 erbaut auf der Haushofstatt, die schon vor dem Dorfbrand «den Beschluß oben am Blatz» bildete. |
| 173 | ja   | Datei hochladen · Wikidata zu Haus zum Neuen Ochsen (Q19362431) | Haus (Ditto KGS-Nr.: 00407) | G   | Dorfplatz 14 752271 / 247732       | 1796 wurde das Gebäude als «Kurhaus» des alten «Ochsen» für Samuel Heim erbaut. 1825 berichtet das Appenzellische Monatsblatt über den Bau des «Gasthof zum Ochsen». Das viergeschossige Gebäude hat zwei Flügel und einen Turm. |
| 179 | ja   | Datei hochladen · Wikidata zu Gasthaus zum Falken (Q19362429)   | Haus (Ditto KGS-Nr.: 09908) | G   | Dorfplatz 15 752282 / 247722       | Gasthaus Pension Falken am Dorfplatz 15 in Gais. |
| 191 | ja   | Datei hochladen · Wikidata zu Haus (Q130215601)                 | Haus                        | G   | Dorfplatz 1 752263 / 247664        | Zwischen dem 18- und 19. Jahrhundert entstand neben der reformierten Kirche Gais, dass Pfarrerhaus am Dorfplatz 1. Heute befindet sich im Gebäude das Pfarramt. |
| 194 | BW   | Datei hochladen                                                 | Haus                        | G   | Dorfplatz 3 752231 / 247652        | Das Giebelhaus unter der Linden wurde 1786/87 neu erbaut. Es hat symmetrische Reihenfenster und toskanische Pilaster. Die Haustüre ist aus Nußbaumholz, innen gibt es ein barockes Treppengeländer und ein Nußbaumbüfett mit Lavabo aus der Bauzeit. |
| 196 | ja   | Datei hochladen · Wikidata zu Haus (Q130216095)                 | Haus                        | G   | Dorfplatz 4 752208 / 247657        | |
| 216 | ja   | Datei hochladen · Wikidata zu Haus (Q130216258)                 | Haus                        | G   | Geiserau 10, 10a 752325 / 247521   | Das bäuerliche Fabrikantenhaus wurde zwischen 1843 und 1846 erbaut. Es hat Reihenfenster, toskanische Flankenpilaster am Fronttäfer und vergipste Traufhohlkehlen. An der Rückseite befinden sich Abwürfe und an der Nordostseite ein «Stadel». 1937 wurde das Haus außen renoviert. |
| 251 | BW   | Datei hochladen                                                 | Haus                        | G   | Gansbach 8 752418 / 247745         | Nr. 251, «Niederhüsli», ist ein Tätschdachhaus (Typ A 2) aus dem 16. Jahrhundert. Es hat ein volles Wohngeschoss und symmetrisch angeordnete Reihenfenster. |
| 270 | ja   | Datei hochladen · Wikidata zu Gasthof zum Hirschen (Q130222342) | Gasthof zum Hirschen        | G   | Stossstrasse 17 752429 / 247640    | Das Gasthaus zum Hirschen ist seit dem letzten Viertel des 18. Jahrhunderts bekannt. Es überstand den Dorfbrand von 1780, wurde jedoch 1796 bei einem weiteren Feuer zerstört. Der Wiederaufbau des Gasthauses erfolgte vermutlich schnell, während andere benachbarte Gebäude nicht mehr errichtet wurden. Der Bau aus dem späten 18. oder frühen 19. Jahrhundert zeichnet sich durch ein Nußbaumbüfett, Rokokobeschläge und ein Tonnengewölbe im Keller aus. Um 1860 wurde ein Saalanbau an der Nordostseite des Gebäudes hinzugefügt. |
| 276 | ja   | Datei hochladen · Wikidata zu Anna-Zürcher-Haus (Q130224454)    | Anna-Zürcher-Haus           | G   | Schwantlern 23 752450 / 247848     | Das Bäuerliche Fabrikantenhaus vom Typ B 1a in Gais (Schwantlern 23, Kanton Appenzell Ausserrhoden) wurde in der ersten Hälfte des 17. Jahrhunderts erbaut. Es zeigt Merkmale des ländlich-barocken Baustils, etwa einen hervorkragenden Dacherker mit Mansardgiebeldach sowie Giebelhohlkehlen. Umbauten und Erweiterungen stammen aus dem späten 18. bis frühen 19. Jahrhundert. Das Gebäude war im Besitz einer einheimischen Fabrikantenfamilie                                                                                      |
| 469 | ja   | Datei hochladen · Wikidata zu Schulhaus Dorf (Q130232911)       | Schulhaus Dorf              | G   | Schulhausstrasse 3 752124 / 247545 | |

Legende: Siehe Legende der Liste der Kulturgüter von nationaler und regionaler Bedeutung. Anstelle der KGS-Nummer wird als Objekt-Identifikator (ID) die Gebäudenummer der kantonalen Denkmalpflege angegeben.